# Ngatiawa (rivière)
La rivière  Ngatiawa  (en anglais : Ngatiawa River ) est un  cours d’eau situé sur  la  côte de Kapiti dans l’ Île du Nord de la Nouvelle-Zélande .

## Géographie
C’est  un affluent majeur de la rivière Waikanae .
Sa source est située dans la chaîne de Tararua et elle s’écoule vers le nord et ensuite le nord-ouest à travers la vallée de Akatarawa (en) en direction de la localité de Reikorangi, où elle rencontre la rivière  Waikanae.